# 최우선 (희극인)
최우선(1988년 9월 1일~)은 대한민국의 희극 배우이다.

## 출연작

### 방송
- tvN 코미디빅리그
- youtube 아싸최우선

## 학력
중앙대학교 경제학과